# Ран Бен-Шимон
Ран Бен-Шимон (івр. רן בן שמעון, нар. 28 листопада 1970, Петах-Тіква) — ізраїльський футболіст, що грав на позиції захисника. По завершенні ігрової кар'єри — тренер. З 2024 року очолює тренерський штаб збірної Ізраїлю.
Виступав, зокрема, за клуби «Маккабі» (Петах-Тіква) та «Хапоель» (Хайфа), а також національну збірну Ізраїлю. Як тренер насамперед відомий єдиною в історії клубу «Хапоель» (Кір'ят-Шмона) перемогою в чемпіонаті Ізраїлю.

## Клубна кар'єра
У дорослому футболі дебютував 1987 року виступами за команду клубу «Маккабі» (Петах-Тіква), в якій провів вісім сезонів, взявши участь у 170 матчах чемпіонату.  Більшість часу, проведеного у складі петах-тіквського «Маккабі», був основним гравцем команди.
Своєю грою за цю команду привернув увагу представників тренерського штабу клубу «Хапоель» (Хайфа), до складу якого приєднався 1995 року. Відіграв за хайфську команду наступні шість сезонів своєї ігрової кар'єри. Граючи у складі хайфського «Хапоеля» також здебільшого виходив на поле в основному складі команди. В сезоні 1998/99 став у складі хайфської команди чемпіоном Ізраїлю.
Протягом 2001—2002 років захищав кольори команди клубу «Хапоель» (Петах-Тіква).
Завершив професійну ігрову кар'єру у клубі «Бней-Єгуда», за команду якого виступав протягом 2002—2003 років.

## Виступи за збірну
1992 року дебютував в офіційних матчах у складі національної збірної Ізраїлю. Протягом кар'єри у національній команді, яка тривала 9 років, провів у формі головної команди країни 34 матчі.

## Кар'єра тренера
Розпочав тренерську кар'єру невдовзі по завершенні кар'єри гравця, 2005 року, очоливши тренерський штаб клубу «Хапоель» (Хайфа), де пропрацював з 2005 по 2006 рік.
2006 року очолив команду «Хапоеля» (Кір'ят-Шмона), 2008 року став головним тренером команди «Маккабі» (Тель-Авів), тренував тель-авівську команду лише декілька місяців.
2009 року повернувся на тренерський місток «Хапоеля» (Кір'ят-Шмона). На третій рік роботи у цій команді привів його до першого в історії клубу чемпіонського титулу.
Після такого успіху 2012 року отримав запрошення від кіпрського АЕК (Ларнака), в якому пропрацював один сезон. 2013 року повернувся на батьківщину, де протягом наступних чотирьох років тренував «Хапоель» (Тель-Авів), «Маккабі» (Петах-Тіква), «Бейтар» (Єрусалим) та «Ашдод».
У липні 2017 року повернувся на Кіпр, де очолив тренерський штаб національної збірної країни.

## Титули і досягнення

### Як гравця
- Чемпіон Ізраїлю (1):

«Хапоель» (Хайфа): 1998/99
- Володар Кубка Тото (2):

«Маккабі» (Петах-Тіква): 1994/95
«Хапоель» (Хайфа): 2000/01

### Як тренера
- Чемпіон Ізраїлю (1):

«Хапоель» (Кір'ят-Шмона): 2011/12
- Володар Кубка Тото (3):

«Хапоель» (Кір'ят-Шмона): 2010/11, 2011/12
«Маккабі» (Петах-Тіква): 2015/16